# Інженер-енергетик
Інженер-енергетик — це спеціаліст, який займається розробкою, виробництвом та експлуатацією систем теплового і енергетичного забезпечення.
Інженери-енергетики працюють в котельнях, на ТЕЦ, на окремих електростанціях, в науково-дослідних інститутах по відповідним галузям, в проектних і будівельно-монтажних організаціях.

## Опис
Спеціаліст енергетик знає, скільки енергоресурсів необхідно тому чи іншому підприємству. Спеціаліст може прийняти правильне рішення про технічне переобладнання компанії, про модернізацію існуючих систем енергозабезпечення. У відповідності з цим рішенням інженер-енергетик готує заявки на придбання необхідного обладнання, матеріалів, запасних частин, укладає договори на ремонт обладнання з підрядними організаціями.
Інженер бере безпосередню участь в установці електрообладнання на підприємстві. Він не тільки складає креслення, але і займається монтажем систем, пуско-налагоджувальними роботами. Також його важливе завдання — здійснення технічного нагляду, контроль над правильною експлуатацією енергетичних і електричних установок.
Інженер-енергетик — гарант енергетичної безпеки підприємства, безперебійного енергопостачання. Він перевіряє систему релейного захисту і автоматики, складає графіки обмежень споживання енергії в години максимальних навантажень енергосистеми та ін.

## Види діяльності
- проектування енергетичних систем;
- енергопостачання житлових і промислових об'єктів;
- обслуговування і підтримання роботи ТЕС, ГЕС і АЕС;
- налагодження і підтримання системи ліній електропередач;
- промислова переробка корисних копалин;
- забезпечення системи збереження і транспортування сировини;
- забезпечення роботи мережі магістральних газопроводів;
- участь у розробці нових родовищ корисних копалин;
- науково-дослідна діяльність.

## Функції інженера-енергетика
- Контроль за забезпеченням безперебійної подачі енергії і її розподіл;
- Своєчасні і планові перевірки і ремонт електричних систем і обладнання, а також усунення недоліків.
- Підготовка необхідних розрахунків і здійснення контролю процесу використання енергії підрозділами підприємства.
- Розробка і внесення пропозицій по модернізації на дільницях, а також їх здійснення.
- Організація контролю ефективного функціонування і безпеки об'єктів.
- Здійснення необхідних розрахунків.
- Взаємодія з представниками сторонніх організацій з питань, що входять в його компетенцію.
- Контроль за дотриманням норм видатків палива та всіх видів енергії.

### Функції в енергопостачальній компанії
Від інженера-електрика в енергетичній сфері енергопостачальної компанії залежать проектування, експлуатація та управління процесами виробництва, передачі й розподілу електроенергії. Він може працювати на електростанціях, в електроенергетичних системах, інших енергетичних підприємствам і службах. Сфера його виробничої діяльності охоплює як офісні приміщення, так і безпосередньо об'єкти електропостачання на підприємствах виробництва, транспортування й розподілу електроенергії. При цьому виконувати професійні обов'язки доводиться незалежно від часу доби й погодних умов.
Різноманіття видів устаткування зумовлене видами діяльності, найбільш типовими з яких є трудові дії диспетчера-інформатора, інженера служби розподільних мереж, інженера служби підстанцій, інженера з релейного захисту і електроавтоматики, інженера служби ізоляції та захисту від перенапруг та інженера виробничо-технічної служби.
За професійним стандартом, інженер-електрик в енергетичній сфері енергопостачальної компанії виконує такі трудові функції:
- здійснює контроль за технічним станом і виконанням робіт в електроенергетичній сфері, а саме:
  - забезпечує збір оперативної інформації (диспетчер-інформатор);
  - здійснює оперативне керування та контроль за роботою персоналу, бере участь у його мотивації;
  - здійснює контроль за технічним обслуговуванням електроустаткування розподільних мереж (інженер служби розподільних мереж);
  - здійснює контроль за технічним обслуговуванням і ремонтом електроустаткування підстанцій (інженер служби підстанцій);
  - проводить роботи з налагодження та поточного ремонту пристроїв релейного захисту й електроавтоматики (інженер з релейного захисту і електроавтоматики);
  - здійснює контроль за станом ізоляції електроустаткування та захисту від перенапруг (інженер служби ізоляції та захисту від перенапруг).
- здійснює аналіз роботи електроустаткування, планувати та організовувати заходи щодо його обслуговування та ремонту, а саме:
  - організовує проведення технічних робіт на об'єктах електроустаткування;
  - планує роботи з обслуговування та ремонту електроустаткування;
  - здійснює аналіз техніко-економічних показників роботи електроустаткування, апаратури, приладів і пристосувань (II категорія).
- організовує роботу із забезпечення безпеки та охорони праці, а саме:
  - проводить із персоналом роботу щодо дотримання правил промислової санітарії, пожежної безпеки, дотримання міжнародного стандарту системи менеджменту гігієни й безпеки праці (OHSAS 18001:2007), міжнародного стандарту системи екологічного менеджменту (ISO 14001:2004);
  - створює для персоналу безпечні та сприятливі умови праці;
  - бере участь у навчанні персоналу, організації та проведенні протиаварійних і протипожежних тренувань та в роботі комісій з перевірки знань (II категорія).
- проводить модернізацію і впровадження нових технологій в електроенергетичній сфері, а саме:
  - готує технічні завдання та плани-графіки з виконання проектних робіт щодо реконструкції, модернізації та нового будівництва електричних мереж і високовольтного електроустаткування, здійснює контроль за реалізацією цих проектів (інженер виробничо-технічної служби);
  - організовує та контролює проведення монтажних і пуско-налагоджувальних робіт (II категорія);
  - здійснює інноваційну діяльність з підготовки напрямків стратегічного розвитку, технічного оновлення виробництва та заходів щодо впровадження нових технологій з технічного обслуговування та ремонту електроустаткування (I категорія);
  - бере участь у проектно-конструкторській діяльності з розроблення нових електроустановок і передових технологій (провідний інженер-електрик в енергетичній сфері);
  - бере участь у науково-дослідній діяльності з ефективного використання, технічного обслуговування та ремонту електроустаткування (провідний інженер-електрик в енергетичній сфері).

## Професійні навички і знання
- Знання нормативних матеріалів і стандартів по експлуатації енергетичного обладнання і комунікацій, що включає в себе постанови, розпорядження, накази, методичні матеріали.
- Вивчення методів організації енергетичного господарства на підприємстві.
- Володіння технічними характеристиками, особливостями, режимами роботи і правилами технічної експлуатації енергетичного обладнання і комунікацій на підприємстві.
- Знання єдиної системи планово-попереджувального ремонту і раціональної експлуатації обладнання.
- Навички по організації і проведенню капітальних, планових і поточних ремонтів.
- Володіння методами монтажу, налагоджування і ремонту енергетичного обладнання, а також порядком форми складання заявок на енергоресурси.
- Володіти передовим вітчизняним і закордонним досвідом по раціональному використанню і економії паливно-енергетичних ресурсів.
- Вміння складати і читати креслення, а також уміння працювати в спеціалізованих програмах, наприклад AutoCad.
- Знання правил і норм охорони праці.

## Кваліфікаційні вимоги
Провідний інженер-енергетик: повна вища освіта відповідного напряму підготовки (магістр, спеціаліст) та підвищення кваліфікації. Стаж роботи за професією інженера-енергетика I категорії — не менше 2 років.
Інженер-енергетик I категорії: повна або базова вища освіта відповідного напряму підготовки (магістр, спеціаліст або бакалавр) та підвищення кваліфікації; для магістра — без вимог до стажу роботи, для спеціаліста — стаж роботи за професією інженера-енергетика II категорії — не менше 2-х років, для бакалавра — не менше 3-х років.
Інженер-енергетик II категорії: повна або базова вища освіта відповідного напряму підготовки (спеціаліст або бакалавр) та підвищення кваліфікації; для спеціаліста — без вимог до стажу роботи, для бакалавра — стаж роботи за професією інженера-енергетика не менше 2-х років.
Інженер-енергетик: повна або базова вища освіта відповідного напряму підготовки (спеціаліст або бакалавр) без вимог до стажу роботи.